# بورنوس
بلدية بورنوس (بالإسبانية: Bornos)‏، هي إحدى بلديات مقاطعة قادس, التي تقع في منطقة الأندلس جنوب إسبانيا.
يبلغ عدد سكانها 7.987 نسمة وفقاً لإحصائية سنة (2002).